# Булякбашево
Булякбашево (баш. Бүләкбаш) — деревня в Чишминском районе Республики Башкортостан Российской Федерации. Входит в состав Дурасовского сельсовета.

## География

### Географическое положение
Расстояние до:
- районного центра (Чишмы): 29 км,
- центра сельсовета (Дурасово): 7 км,
- ближайшей ж/д станции (Шингак-Куль): 10 км.

## Население
| 2002 | 2009 | 2010 |
| ---- | ---- | ---- |
| 182  | ↘149 | ↗161 |

Национальный состав
Согласно переписи 2002 года, преобладающая национальность — татары (86 %).